# HD151586
HD151586 — хімічно пекулярна зоря спектрального класу A3, що має видиму зоряну величину в смузі V приблизно  9,1.
Вона  розташована на відстані близько 21743,8 світлових років від Сонця.